# Santa Catarina Ixtahuacan

Santa Catarina Ixtahuacan é uma cidade da Guatemala do departamento de Sololá.